# Municipio de Sigel (Míchigan)
El municipio de Sigel (en inglés: Sigel Township) es un municipio ubicado en el condado de Huron en el estado estadounidense de Míchigan. En el año 2010 tenía una población de 465 habitantes y una densidad poblacional de 5,03 personas por km².

## Geografía
El municipio de Sigel se encuentra ubicado en las coordenadas 43°49′10″N 82°49′35″O / 43.81944, -82.82639. Según la Oficina del Censo de los Estados Unidos, el municipio tiene una superficie total de 92.46 km², de la cual 92,3 km² corresponden a tierra firme y (0,17 %) 0,16 km² es agua.

## Demografía
Según el censo de 2010, había 465 personas residiendo en el municipio de Sigel. La densidad de población era de 5,03 hab./km². De los 465 habitantes, el municipio de Sigel estaba compuesto por el 99,35 % blancos, el 0,22 % eran afroamericanos, el 0,22 % eran asiáticos y el 0,22 % eran de una mezcla de razas. Del total de la población el 0,43 % eran hispanos o latinos de cualquier raza.